# Bill Adams (Fußballspieler, 1902)
William „Bill“ Adams (* 3. November 1902 in Tynemouth; † 15. März 1963 in Southampton) war ein englischer Fußballspieler. Die längste Zeit seiner Karriere spielte der rechte Läufer beim FC Southampton.

## Karriere
Adams spielte in der Saison 1925/26 bei Guildford United in der Southern League, ehe er im März 1926 zum Zweitligisten FC Southampton wechselte. Nach seinem Ligadebüt für die Saints im August 1927 dauerte es drei Jahre bis zur nächsten Berücksichtigung. Adams entwickelte sich in der Folgezeit zum Stammspieler und war ab der Saison 1931/32 Kapitän. Nach über 200 Pflichtspielen im Dress des FC Southampton wechselte Adams im Sommer 1936 für £500 zum Ligakonkurrenten West Ham United. Obwohl er bei seinem Debüt für West Ham gegen seinen alten Klub Southampton traf, war sein dortiger Aufenthalt nur von kurzer Dauer und bereits im Januar 1937 wechselte er in die Division Three South zu Southend United, wo er seine Karriere ausklingen ließ.
Im Anschluss an seine Karriere betrieb er bis zu seinem Tod im März 1963 das Half Way Inn in Chandler’s Ford, Eastleigh.